# طوطی‌نوک گلوخاکستری
طوطی‌نوک گلوخاکستری (نام علمی: Paradoxornis alphonsianus) نام یک گونه از تیره سسکیان است.